# 張羣公館
山洞張羣公館位於重慶市沙坪壩區山洞街道平正村社區34號，文物遺址年代為1938年-1946年，2009年12月15日列為第二批重慶市文物保護單位。